# Combat de Ladenburg

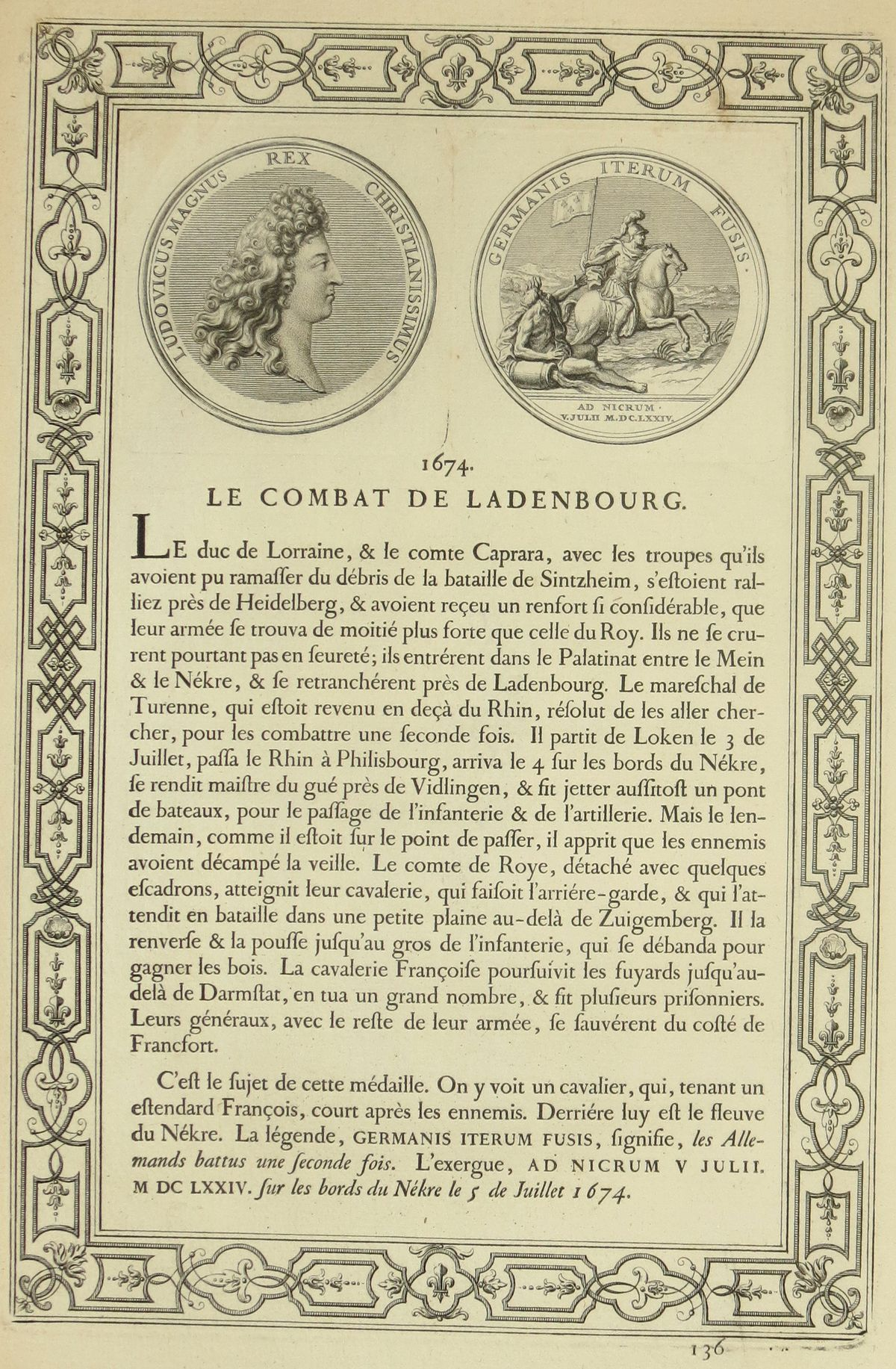
Document relatant le combat de Ladenbourg, extrait de "Médailles sur les principaux évènements du règne entier de Louis le Grand, avec des explications historiques." par "Académie des inscriptions et belles-lettres" 1723

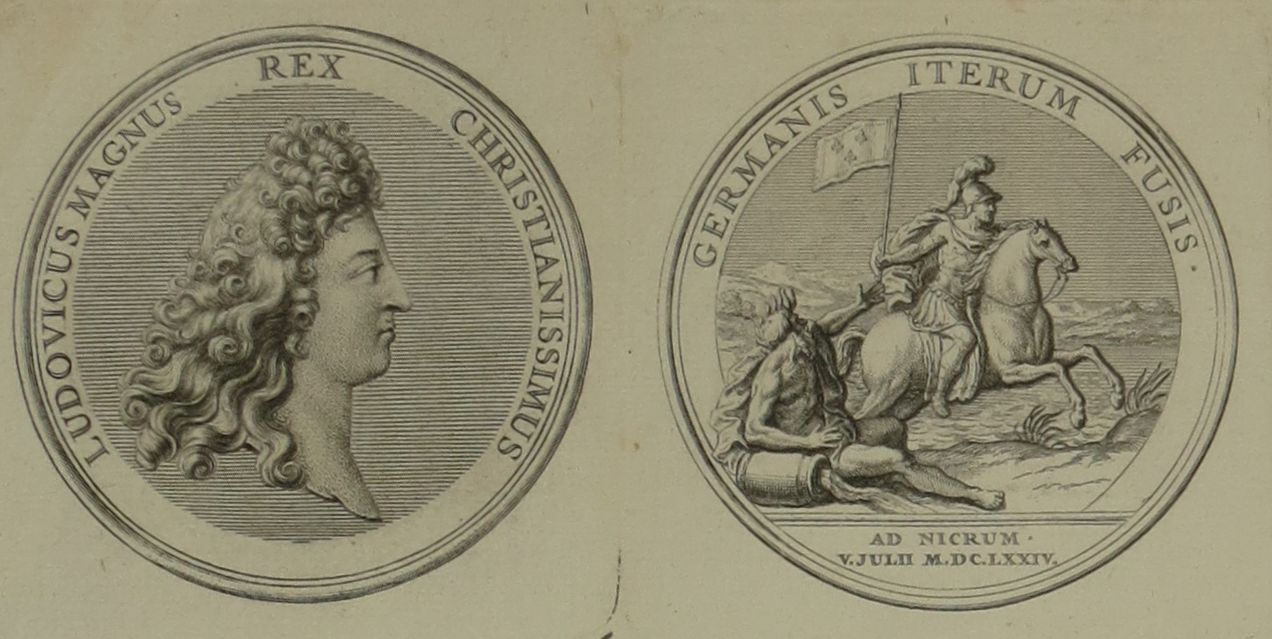
Dessin de la médaille

Le combat de Ladenbourg est une bataille militaire qui opposa les troupes françaises de Louis XIV, alors placées sous le commandement du maréchal Turenne, aux armées allemandes. Les affrontements, qui faisaient suite à la bataille de Sinsheim, eurent lieu du 3 au 5 juillet 1674. L'évènement a été considéré à l'époque suffisamment important pour justifier la frappe d'une médaille telle que décrite dans le document ci-contre.

« Le duc de Lorraine, & le comte Caprara, avec les troupes qu’ils avoient pu ramaſſer du débris de la bataille de Sintzheim, s’etoient ralliez près de Heidelberg, & avoient reçeu un renfort ſi conſidérable , que leur armée ſe trouva de moitié plus forte que celle du Roy. Ils ne ſe crurent pourtant pas en ſeureté ; ils entrérent dans le Palatinat entre le Mein & le Nékre, & ſe retranchérent près de Ladenbourg. Le mareſchal de Turenne, qui estoit revenu en deçà du Rhin, réſolut de les aller chercher, pour les combattre une ſeconde fois. Il partit de Loken le 3 de Juillet, paſſa le Rhin à Philisbourg, arriva le 4 ſur les bords du Nékre, ſe rendit maistre du gué près de Vidlingen, & fit jetter auſſitoſt un pont de bateaux, pour le paſſage de l’inſanterie & de l'artillerie. Mais le lendemain, comme il eſtoit ſur le point de paſſer, il apprit que les ennemis avoient décampé la veille. Le comte de Roye, détaché avec quelques eſcadrons, atteignit leur cavalerie, qui faiſoit l'arrière-garde, & qui l'attendit en bataille dans une petite plaine au-delà de Zujgemberg. Il la renverſe, & la pouſſe juſqu’au gros de l’infanterie, qui ſe débanda pour gagner les bois. La cavalerie Françoiſe pourſuivit les fuyards juſqu'au delà de Darmſtat, en tua un grand nombre, & ﬁt pluſieurs priſonniers. Leurs généraux, avec le reſte de leur armée, ſe ſauvérent du coſté de Francfort.
C'eſt le ſujet de cette médaille. On y voit un cavalier, qui, tenant un eſtendard François, court après les ennemis. Derriére luy eſt le ﬂeuve du Nékre. La légende, GERMANIS ITERUM FUSIS, ſigniﬁe, les Allemands battus une ſeconde fois. L’exergue, AD NICRUM V JULII. M DC LXXIV. ſur les bords du Nékre le 5 de Juillet 1674. »